# Балянусы
Баля́нусы, также бала́нусы или морские жёлуди (лат. Balanus), — род усоногих раков из подотряда морских желудей (лат. Balanomorpha), отряда сессилий (сидячих усоногих; Sessilia), надотряда торациковых. Взрослые особи характеризуются неподвижным образом жизни, прикрепляясь к твёрдым поверхностям. Расселение происходит лишь на личиночных стадиях.
Название рода связано с формой известковой раковины, образуемой взрослыми балянусами, которая напоминает закрытый бутон или жёлудь (лат. balanus — жёлудь).
Изучению морских желудей посвящены труды известных учёных; например, Чарлз Дарвин затратил на это более восьми лет жизни. В настоящее время к роду относят около 60 видов.

## Общая характеристика
Небольших размеров — в среднем 1,5 см в диаметре, как, например, у видов Balanus balanus или B. amphitrite. Имеются более крупные виды балянусов, например, гигантский морской жёлудь (Balanus nubilus), достигающий 7 см в диаметре и 12,7 см в высоту.

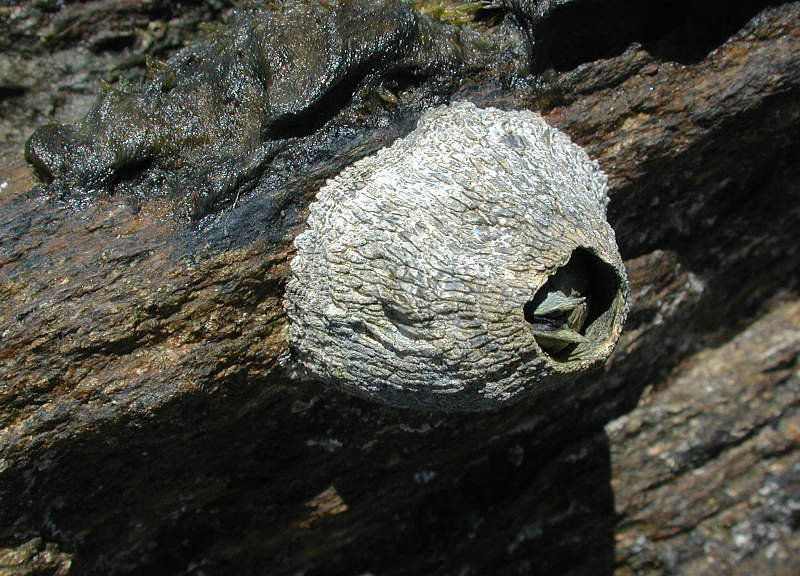
Взрослая особь морского жёлудя в известковом домике (у берегов Австралии)

Окраска чаще всего сероватая или беловатая, с фиолетовыми или коричневыми продольными полосками.
Относятся к обрастателям, так как прикрепляются своей широкой подошвой к любым подводным предметам — камням, раковинам моллюсков, сваям пирсов и других подводных сооружений, корням деревьев, днищам судов, а также могут прикрепляться к различным морским животным. Клейкое вещество, вырабатываемое балянусом для закрепления на поверхности, весьма устойчиво: оно не подвержено воздействию сильных кислот, щелочей и органических растворителей, выдерживает температуру свыше 200 °C.
Прикреплённые балянусы могут также поселяться на комкообразных губках. При этом обросшие морскими губками рачки получают определённую выгоду от такого сожительства в виде защиты от врагов, токов воды, создаваемых губками, слабой пищевой конкуренции с ними.

## Строение
Взрослое животное заключено в известковую раковину в форме усечённого конуса, которая прикреплена к субстрату и состоит из шести пластинок. Четыре пластинки образуют крышечку и могут раздвигаться благодаря действию специальных мышц. Рачок лежит на дне домика спинной стороной вниз, высовывает конечности между раскрытыми пластинками и совершает ритмичные взмахи, загоняя в домик воду с пищевыми частицами.

## Жизненный цикл
Развитие морского жёлудя, как и других усоногих раков, включает несколько фаз — яйцо, личинку и взрослого рачка. Вышедшие из яиц личинки морского жёлудя свободно плавают, являясь частью планктона, и имеют две стадии:
- науплиус (первая стадия),
- циприс (вторая стадия).

У тропических видов полное личиночное развитие занимает 3-5 суток, у холодноводных видов — от двух недель до одного месяца и более.
Циприсовидные личинки не питаются, некоторое время плавают и, попав в подходящие условия, оседают, прикрепляясь к субстрату при помощи передних антенн.
Взрослые рачки, после прикрепления и будучи лишёнными возможности двигаться, ведут неподвижный образ жизни.
Морские жёлуди растут довольно быстро. В тропиках некоторые виды достигают половой зрелости через 8-16 дней после оседания. В более холодных Балтийском, Чёрном и Азовском морях виду B. improvisus для этого требуется три месяца.
В зависимости от вида продолжительность жизни колеблется от 1-2 до 5-7 и более лет.
| Науплиус |  | Циприс |  | Взрослые особи на раковине песчаной мии (Mya arenaria) |

## Размножение

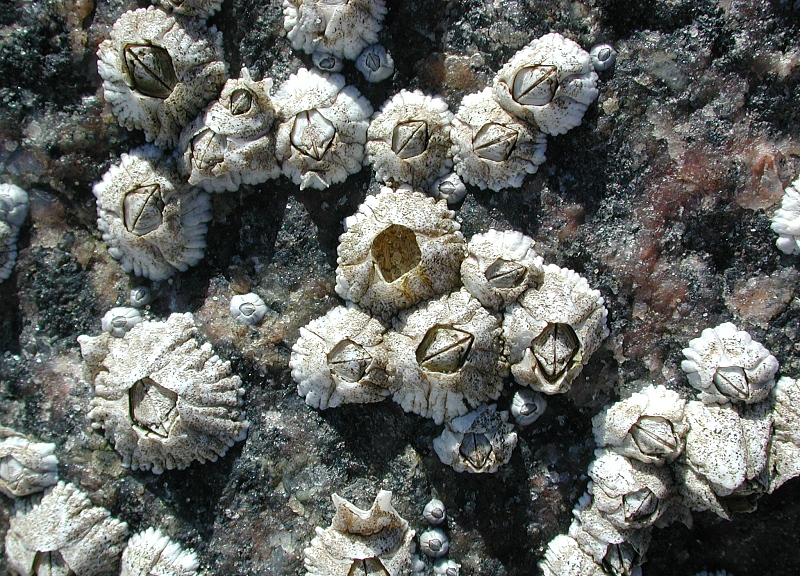
Между сидящими рядом особями происходит перекрёстное оплодотворение

Подобно большинству других торациковых, морские жёлуди — гермафродиты, но приспособлены к перекрёстному оплодотворению.
Каждая особь обладает одновременно мужскими и женскими половыми железами. Яйцеводы открываются при основании передней пары грудных ножек, и выходящие из них яйца попадают в мантийную полость. Семяпроводы впадают в длинный трубкообразный мужской совокупительный орган (пенис) — вырост редуцированного брюшного отдела, помещённый непосредственно позади задней пары грудных ножек.
При спаривании пенис распрямляется, высовывается из раковины наружу и проникает в мантийную полость соседней особи, выделяя туда сперму, оплодотворяющую яйца. У сидящих обычно в непосредственной близости друг к другу особей подобный процесс перекрёстного оплодотворения осуществляется без всяких затруднений. В опытах по изоляции отдельных особей показана возможность их самооплодотворения и размножения в одиночестве.
После оплодотворения кучки яиц объединяются в мантийной полости родительской особи тонкими хитиновыми оболочками в яйценосные пластинки и приступают к дроблению.
Холодолюбивые виды морских желудей (B. balanus) образуют яйца летом, оплодотворяют зимой, и личинки выходят на волю весной. Теплолюбивые виды (В. improvisus) в течение лета успевают отложить яйца несколько раз.
Как известно, балянусы образуют многочисленные колонии. Вокруг одной особи может начать расти ещё несколько, либо несколько личинок могут осесть в одном месте. В этом случае через какое-то время, когда они увеличатся в размерах, сохранение обычной формы полуэллипса уже будет невозможно. Тогда балянусы начинают «врастать друг в друга» — не расти как обычно, а вжиматься в соседние особи. Это помогает защитить колонию от хищников (хотя таких мало).

## Распространение
Являются распространёнными морскими ракообразными с прикреплённым образом жизни и встречаются во всех морях. Виды рода Balanus встречаются повсеместно в морях бывшего СССР. Обычно образуют большие скопления, чаще всего в береговой зоне, на мелоководьях.
Встречаются в ископаемом состоянии начиная с Юрского периода и даже с палеозоя.

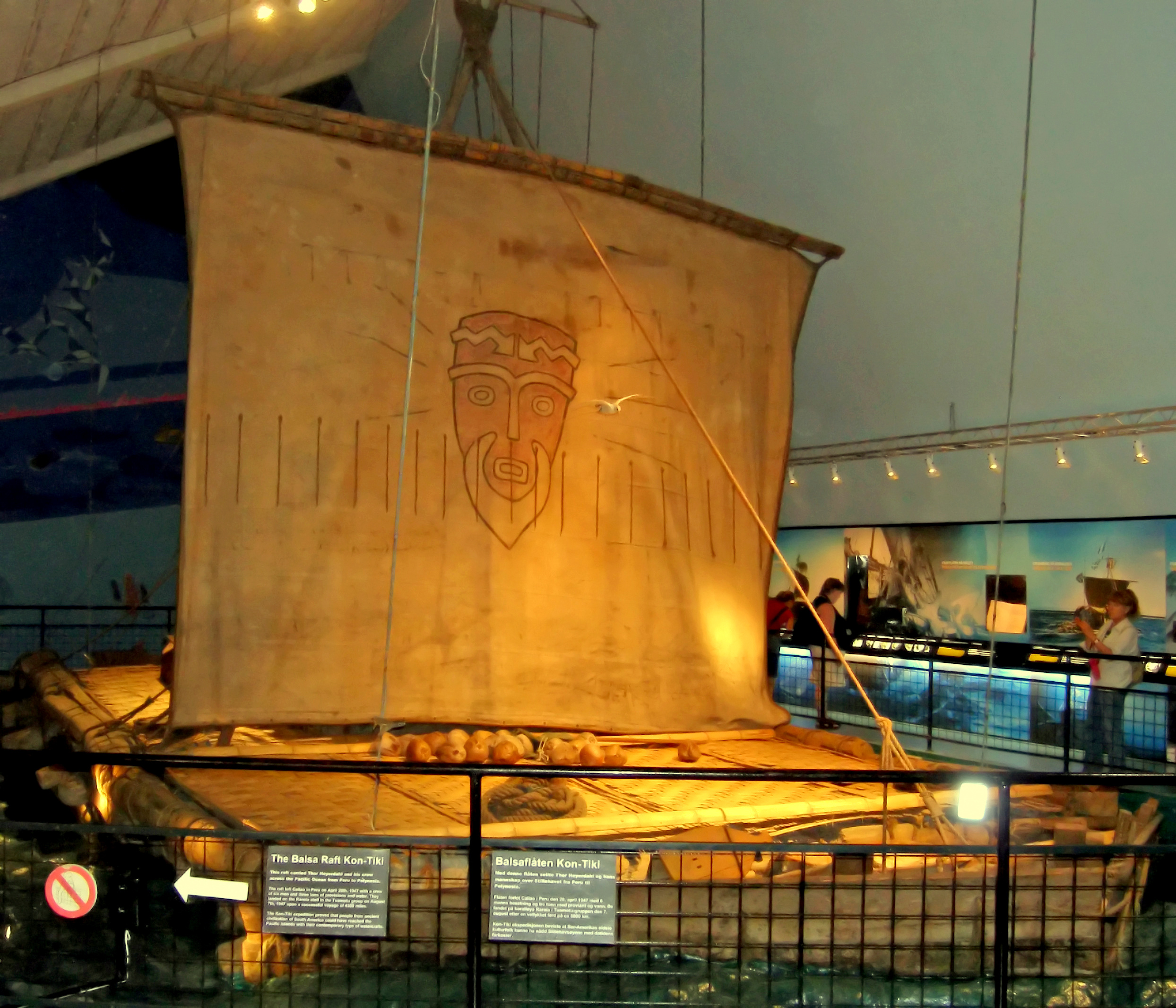
Морские жёлуди совершили путешествие на корпусе плота «Кон-Тики» и были частью рациона команды Тура Хейердала (фотография легендарного плота в Музее Кон-Тики в Осло, Норвегия)

## Люди и морские жёлуди
Морские жёлуди рассматриваются как вредные ракообразные, поскольку могут прирастать тоннами к днищам морских судов, утяжеляя их и снижая судоходную скорость, что приводит к дополнительным затратам по очистке днищ и ежегодным миллионным убыткам стран, владеющих значительным флотом.
Существует мнение, что балянусы отчасти виноваты в поражении русской эскадры в Цусимском сражении. Совершив длительный поход из Балтики в Тихий океан, корабли, обросшие колониями морских желудей, заметно потеряли скорость. За год плавания в тропических водах на квадратном метре днища может нарастать до 10 килограммов.
Подсчитано, что торговый флот США ежегодно терпит убытки от обрастания, составляющие несколько миллионов и даже более 100 млн долларов.
С другой стороны, личинки морских желудей составляют существенную часть прибрежного морского планктона и в большом количестве поедаются некоторыми планктоноядными рыбами.
В малой степени взрослые морские жёлуди могут быть объектами питания трески, пикши, зубатки, осетра и других рыб, несмотря на трудность отрывания рачков от субстрата и их раскусывания.
По сообщению Тура Хейердала и его спутников, во время путешествия на «Кон-Тики» в 1947 году их плот быстро обрастал морскими желудями. Путешественники употребляли рачков в пищу, поскольку они имеют высокие вкусовые качества и могут использоваться для приготовления супов и других блюд. В Чили из них делают консервы.
10 августа 2021 года в журнале Nature Biomedical Engineering появилось сообщение, согласно которому материал, созданный на основе двухкомпонентного адгезива морских желудей, «позволяет в считаные секунды остановить даже сильное кровотечение, с которым не справятся обычные гемостатические средства».

## Таксономия
Род Balanus впервые выделил в 1778 году английский натуралист Эмануэль да Коста. На протяжении последующих столетий представления о составе группы существенно изменялись, в настоящее время в роде насчитывают 55 видов. Наиболее известные виды, ранее рассматривавшиеся в составе рода Balanus, теперь перенесены в другие роды: например, Semibalanus balanoides, Amphibalanus amphitrite, Amphibalanus improvisus.

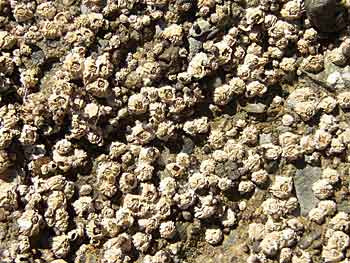
Смешанное поселение Balanus glandula и представителей другого семейства морских желудей Chthamalus fissus. Вид B. glandula был впервые описан Чарлзом Дарвином

## Виды
На май 2024 года в род включают следующие ныне существующие и вымершие виды:
1. Balanus balanus (Linnaeus, 1758)
2. Balanus bloxhamensis Weisbord, 1966
3. Balanus borsodensis Kolosváry, 1952
4. Balanus calidus Pilsbry, 1916
5. Balanus cantelli Newman, 1982
6. Balanus chisletianus Sowerby, 1859
7. Balanus citerosum Henry, 1973
8. Balanus connelli Cornwall, 1927
9. Balanus crenatus Bruguière, 1789
10. Balanus curvirostratus Menesini, 1968
11. Balanus darwinii Seguenza, 1876
12. Balanus ecuadoricus Pilsbry & Olson, 1951
13. Balanus engbergi Pilsbry, 1921
14. Balanus flos Pilsbry, 1907
15. Balanus flosculoidus Kolosváry, 1941
16. Balanus gizellae Kolosváry, 1967
17. Balanus glandula Darwin, 1854
18. Balanus hoekianus Pilsbry, 1911
19. Balanus hohmanni Philippi, 1887
20. Balanus humilis Conrad, 1846
21. Balanus imitator Zullo, 1984
22. Balanus indicus Withers, 1923 †
23. Balanus irradians Zullo & Guruswami-Naidu, 1982
24. Balanus irregularis Broch, 1931
25. Balanus kanakoffi Zullo, 1969
26. Balanus laevis Bruguière, 1789
27. Balanus laguairensis Weisbord, 1966
28. Balanus leonensis Weisbord, 1966
29. Balanus microstomus Philippi, 1887
30. Balanus minutus Hoek, 1913
31. Balanus mirabilis Krüger, 1912
32. Balanus newburnensis Weisbord, 1966
33. Balanus nodulus Carriol, 2008 †
34. Balanus nubilus Darwin, 1854
35. Balanus ochlockoneensis Weisbord, 1966
36. Balanus pannonicus Kolosváry, 1952
37. Balanus parkeri Zullo, 1967
38. Balanus poecilus Darwin, 1854
39. Balanus polyporus Pilbry, 1924
40. Balanus provisoricus Kolosváry, 1961
41. Balanus pulchellus Ren, 1989
42. Balanus rhizophorae Ren & Liu in Ren, 1989
43. Balanus roseus Lamarck, 1838
44. Balanus rostratus Hoek, 1883
45. Balanus sauntonensis Parfitt, 1871
46. Balanus similis Weltner, 1922
47. Balanus spongicola Brown, 1844
48. Balanus tamiamiensis Ross, 1964
49. Balanus trigonus Darwin, 1854
50. Balanus tuboperforatus Kolosváry, 1962
51. Balanus tumorifer Kolosváry, 1962
52. Balanus vadaszi Kolosváry, 1949
53. Balanus veneticensis Seguenza, 1876
54. Balanus withersi Pilsbry, 1930
55. Balanus zhujiangensis Ren, 1989